# Jorge Ladines
Jorge Ladines (Guayaquil, Provincia del Guayas, Ecuador, 21 de septiembre de 1986) es un futbolista ecuatoriano. Juega de delantero y su actual club es el Club Sport Patria.

## Trayectoria
Se inició como futbolista el 2004 en Liga Deportiva Estudiantil de Guayaquil de la Segunda Categoría. Al año siguiente pasó a Emelec, donde comenzó a jugar en la Sub-18 y debutó como profesional el 31 de julio de 2005 contra el Espoli en el Estadio Capwell en la victoria por 6-1 y marcó dos goles. Siendo jugador de Emelec anotó varios goles y fue ocasionalmente convocado a la Selección de Ecuador.
En el 2009 fue a El Nacional de Quito. El 2010 pasa a Deportivo Cuenca. El 2011 retorna a Liga Deportiva Estudiantil de Guayaquil de segunda categoría. En el 2012 pasa al Barcelona, esa temporada fue campeón. Luego juega en Deportivo Quevedo, Fuerza Amarilla, Deportivo Calceta.

## Selección nacional
Ha sido internacional con la Selección de fútbol de Ecuador en 4 ocasiones. Debutó el 21 de enero del 2007 en un partido amistoso jugado en Quito contra la Selección de fútbol de Suecia.

## Clubes
| Club                       | País    | Año       |
| -------------------------- | ------- | --------- |
| Emelec                     | Ecuador | 2005-2008 |
| El Nacional                | Ecuador | 2009      |
| Deportivo Cuenca           | Ecuador | 2010      |
| Liga Deportiva Estudiantil | Ecuador | 2011      |
| Barcelona                  | Ecuador | 2012      |
| Deportivo Quevedo          | Ecuador | 2013      |
| Fuerza Amarilla            | Ecuador | 2014      |
| Deportivo Calceta          | Ecuador | 2014      |
| Gambeta FC                 | Ecuador | 2015      |
| Guayaquil Sport Club       | Ecuador | 2016      |
| Atlético Porteño           | Ecuador | 2017      |
| Club Sport Patria          | Ecuador | 2018-2019 |

## Palmarés

### Campeonatos nacionales
| Título              | Club      | País    | Año  |
| ------------------- | --------- | ------- | ---- |
| Campeonato Nacional | Barcelona | Ecuador | 2012 |